# Condenações de 1210–1277

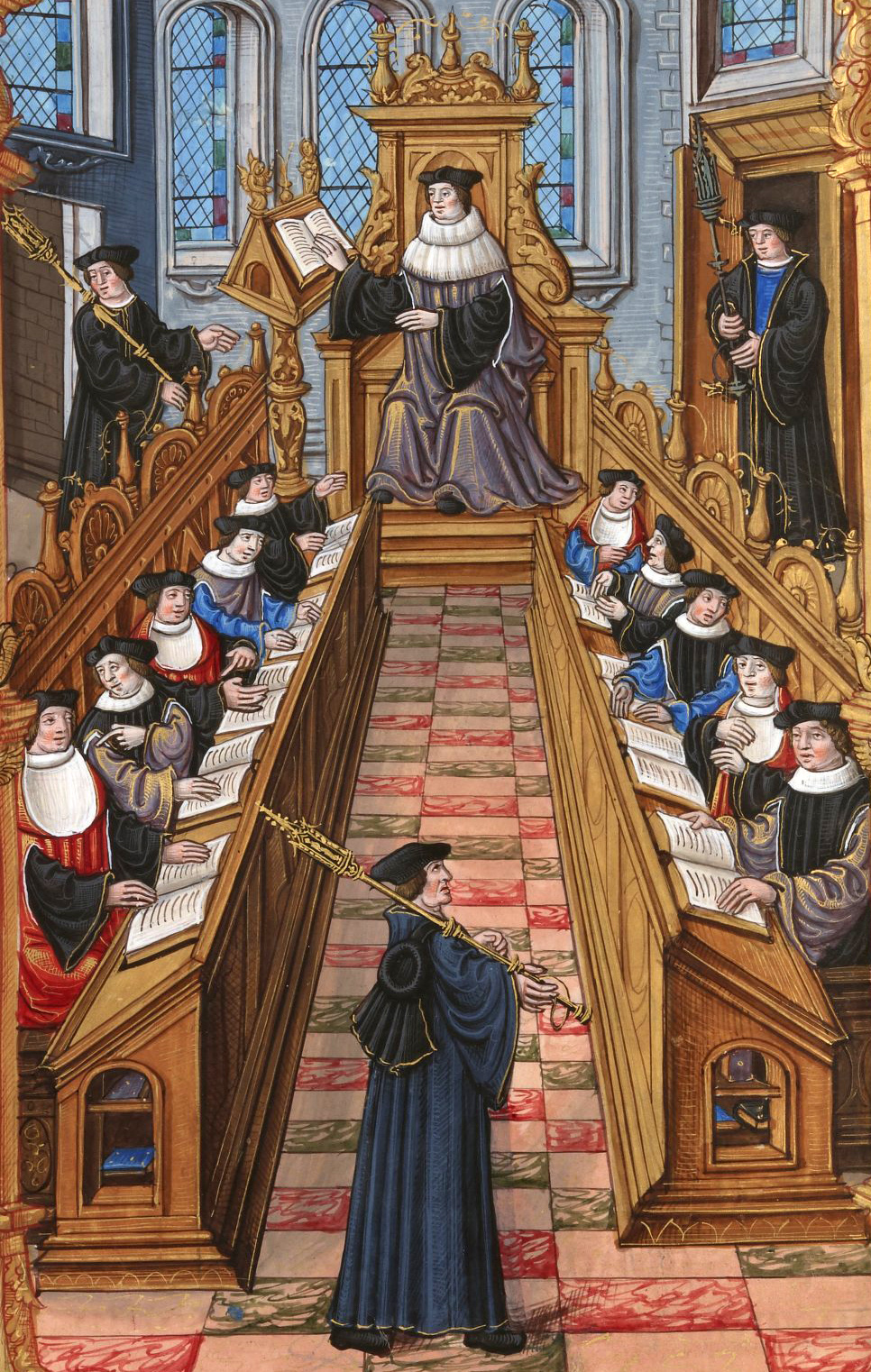
Uma miniatura do século XVI mostrando uma reunião de médicos na Universidade de Paris

As Condenações da Universidade medieval de Paris foram promulgadas para restringir certos ensinamentos como heréticos. Estes incluíram uma série de ensinamentos teológicos medievais, mas o mais importante, os tratados físicos de Aristóteles. As investigações desses ensinamentos foram conduzidas pelos Bispos de Paris. As Condenações de 1277 estão tradicionalmente ligadas a uma investigação solicitada pelo Papa João XXI, embora não esteja claro se ele realmente apoiou a elaboração de uma lista de condenações.
Aproximadamente dezesseis listas de teses censuradas foram emitidas pela Universidade de Paris durante os séculos XIII e XIV. A maioria dessas listas de proposições foram reunidas em coleções sistemáticas de artigos proibidos. Destes, as Condenações de 1277 são consideradas particularmente importantes por aqueles historiadores que consideram que encorajaram os estudiosos a questionar os princípios da ciência aristotélica. A partir dessa perspectiva, alguns historiadores sustentam que as condenações tiveram efeitos positivos no desenvolvimento da ciência, talvez até representando o início da ciência moderna.

## Efeitos
- O texto de condenação de 1277 condena a dupla verdade: "ou seja, dizem que essas heresias são verdadeiras no sentido da filosofia, mas não no sentido da fé católica, como se havia duas, por assim dizer, verdades opostas".[3] Como resultado, a filosofia se libertou cada vez mais da influência da teologia, inclusive com Guilherme de Ockham.
- O físico e historiador da ciência francês Pierre Duhem considerou as condenações como a data de nascimento da ciência moderna, pois a física aristotélica foi rejeitada com seu horror vacui, abrindo assim espaço para a ciência moderna.
- As condenações em Paris foram descritas pelo historiador da filosofia Fernand van Steenberghen como um "verdadeiro pivô da história intelectual desta época" e por Gilson como um "marco" (sinal de fronteira) de época.[4]